# L'exil de Gardel
L'exil de Gardel es un álbum de estudio por Astor Piazzolla editado en 1985, se trata de la banda sonora de la película El exilio de Gardel (Tangos) de 1986 dirigida por Fernando Pino Solanas.

## Antecedentes
Anteriormente, Astor Piazzolla había grabado dos bandas sonoras, Volver, una película argentina de 1982 y Henri IV una película de Italia de 1984.

## Historia
El tema «Tanguedia III» se compuso originalmente en homenaje al grupo comando Los Lagartos dirigidos por Alfredo Astiz, quienes habían desembarcado en las Islas Georgias, que según los reportes oficiales, habían tenido una férrea resistencia ante los británicos, aunque tiempo después se develó que ello no fue así. Piazzolla llegó a presentar durante los conciertos en el Teatro Regina, la pieza «Los Largartos» en homenaje al grupo comando, pero luego de un consejo de un amigo del radicalismo vinculado a Hipólito Solari Yrigoyen y debido al oscuro prontuario de Astiz, el músico cambió el título al día siguiente, pasándose a llamar «Contraataque», para después terminar siendo retitulada «Tanguedia 3», pista que fue incluida como banda sonora en El exilio de Gardel.

## Lanzamiento y publicaciones
L'exil de Gardel se editó originalmente en 1985 en Francia por el sello Milan, en Argentina fue editado por RCA Victor, y en Japón también por RCA, en donde se editó la única versión en CD conocida de este álbum en 1987.

## Lista de temas
| Lado A |                                |          |  |
| N.º    | Título                         | Duración |  |
| 1.     | «Tango-Tango» (4:40)           |          |  |
| 2.     | «Hijos del Exilio» (3:30)      |          |  |
| 3.     | «Solo» (3:30)                  |          |  |
| 4.     | «Los Tangos del Exilio» (3:17) |          |  |
| 5.     | «Vals del Regreso» (4:20)      |          |  |

| Lado B |                                |          |  |
| N.º    | Título                         | Duración |  |
| 6.     | «Duo de Amor» (4:59)           |          |  |
| 7.     | «Ausencias» (3:30)             |          |  |
| 8.     | «Tanguedia III» (3:50)         |          |  |
| 9.     | «Mumuki» (2:30)                |          |  |
| 10.    | «El Dia que me Quieras» (2:36) |          |  |